# Ioan Rus

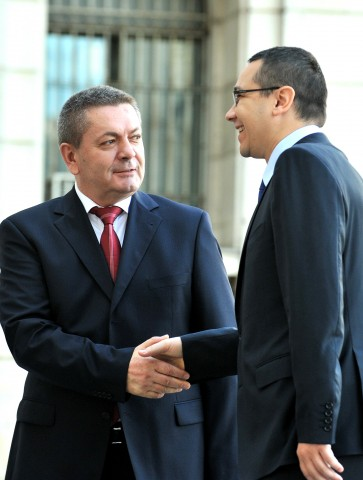
Ioan Rus (links) mit Victor Ponta

Ioan Rus (* 21. Februar 1955 in Urișor, Klausenburg, Rumänien) ist ein Politiker der Sozial-Demokratischen Partei Rumäniens. Zwischen dem 28. Dezember 2000 und  dem 15. Juni 2004 bekleidete er zum ersten Mal die Position des Innenministers im Kabinett Năstase und vom 7. Mai bis zum 6. August 2012 erneut im Kabinett Ponta zur Zeit der rumänischen Staatskrise 2012.
Nach sehr kurzer Amtszeit legte Rus 2012 das Amt des Justizministers nieder. Er behauptete, dass der damalige Staatspräsident Traian Băsescu und Crin Antonescu, Vorsitzender des Koalitionspartners PNL, Druck auf ihn ausgehübt hätten.
2014/15 war Rus Verkehrsminister.

## Veröffentlichungen (Auswahl)
- V. Ionuț, I. Rus u. a.: Tehnologia de reparare și recondiționare a pieselor de la tractoarele SM-800 și SM-851. Redacția de propagandă tehnică agricolă, București 1988.
- V. Ionuț, I. Rus u. a.: Tehnologia reparării și fiabilității utilajului agricol. Îndrumător de lucrări de laborator, LITO, I.P.C-N, 1988.
- L. Sandor, I. Rus, P. Brânzaș: Transmisii hidromecanice. Vol. I, Transmisii hidrodinamice. Edit. Dacia, 1990.
- I. Rus: Tractoare și automobile. Fascicole de lucrări de laborator. xerox, 1990.
- N. Bățaga, I. Rus: Conducerea automobilului. Edit. Sincron, Cluj-Napoca 1991.
- N. Cordoș, I. Rus, N. Burnete: Automobile. Construcție generală. Uzare. Evaluare. Edit. Todesco, Cluj-Napoca 2000.
- I. Rus: Autovehicule rutiere. Edit. Sincron, Cluj-Napoca 2002.
- N. Bățaga, N. Burnete, A. Căzilă, I. Rus, S. Sopa, I. Teberean: Motoare cu ardere internă. EDP, București 1995.
- N. Filip, N. Cordoș, I. Rus: Zgomotul urban și traficul rutier. Edit. Todesco, Cluj Napoca 2001.
- B. Ionuț, V. Ionuț, I. Știrbei, Gh. Moldovanu, I. Rus: Mentenanță, mentenabilitate, tribologie și fiabilitate. Edit. Sincron, Cluj Napoca 2003.
- N. Burnete, I. Rus u. a.: Surse de energie în agricultură. Editura Alma Mater, Cluj-Napoca 2004.
- N. Burnete, I. Rus u. a.: Motoare diesel și biocombustibili pentru transportul urban. Edit. Mediamira, 2008.
- I. Rus: Tribut plătit speranței. Edit. Eikon, 2008.